# Damian Hugo Philipp von Lehrbach

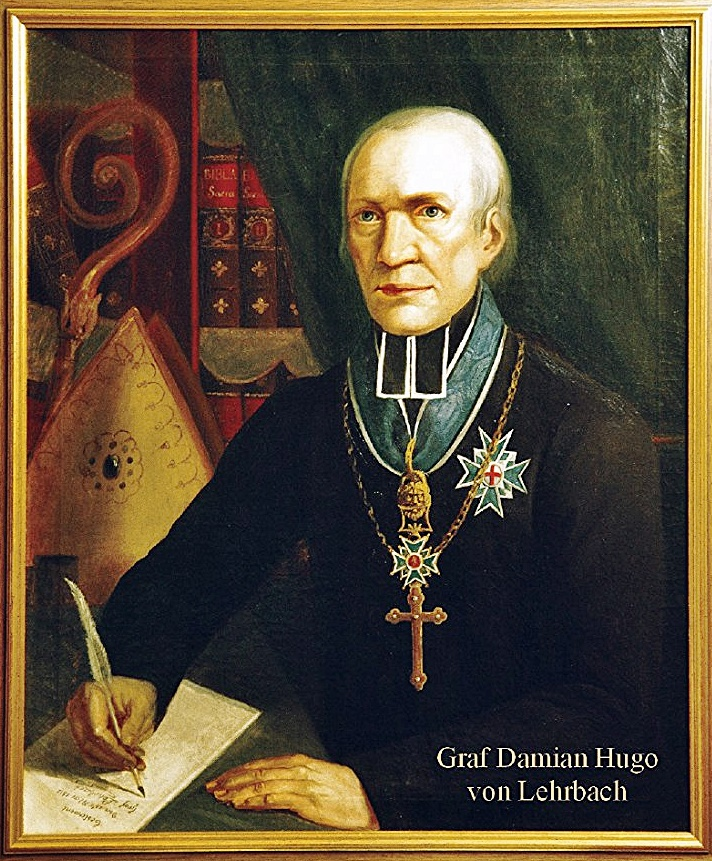
Damian Hugo Philipp von Lehrbach, Altersporträt von Joseph Kellerhoven

Damian Hugo Philipp von Lehrbach (* 21. Juni 1738, in Bruchsal; † 11. November 1815 in Speyer) war ein Reichsgraf, Jesuit, Freisinger Domherr und Wohltäter der katholischen Kirche in Speyer und Mainz.

## Herkunft und Familie
Er entstammte dem alten hessischen Adelsgeschlecht der Freiherrn von Lehrbach, mit seinem Stammsitz auf Burg Lehrbach, im heutigen Kirtorf (Vogelsbergkreis).
Seine Eltern waren Karl Wilhelm von Lehrbach († 1754), fürstbischöflich Speyerer Vizedom und Oberamtmann von Bruchsal, sowie Maria Katharina Elisabetha Franziska von Ketschau, die aus dem Ketschauer Hof zu Deidesheim stammte. Der ältere Bruder Franz Sigismund von Lehrbach (1729–1787) amtierte als Landkomtur der Ballei Franken des Deutschen Ordens sowie als Bevollmächtigter Minister des Wiener Kaiserhofes für Kurbayern, die Kurpfalz und Kurmainz.

## Leben und Wirken

### Vor der Säkularisation

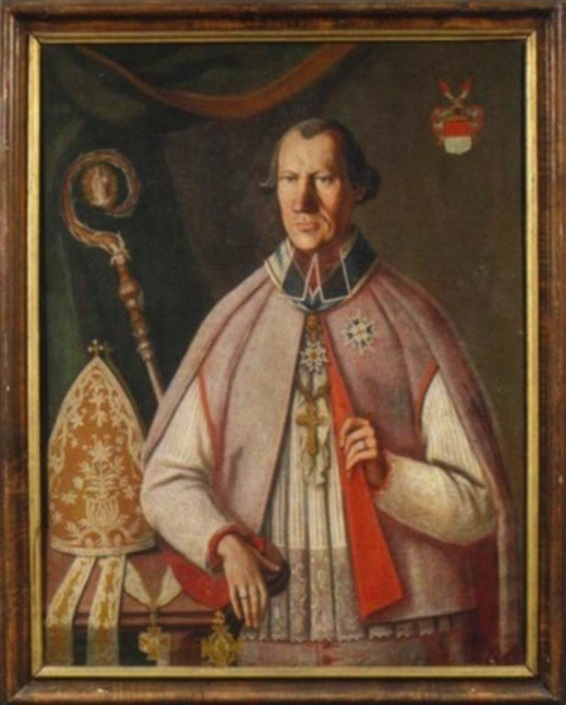
Graf von Lehrbach, 1791

Damian Hugo Philipp von Lehrbach wurde in Bruchsal getauft, als Taufpate fungierte der Speyerer Kardinal-Fürstbischof Damian Hugo Philipp von Schönborn-Buchheim. Lehrbach erwarb 1757 das Doktorat der Philosophie an der Universität Würzburg und trat im gleichen Jahr in den Jesuitenorden ein, dem er bis zur Auflösung 1773 angehörte. Er verbrachte ein zweijähriges Noviziat in Mainz und wurde am 22. September 1764, von Weihbischof Johann Adam Buckel in der Speyerer St.-Moritz-Kirche zum Priester geweiht. Von 1768 bis 1772 wirkte Lehrbach als Domprediger in Worms, ab 1773 an der Stiftskirche Baden-Baden, wo er die Auflösung seines Ordens von der Kanzel verkündigen musste.
1775 erhielt Damian Hugo Philipp von Lehrbach auf Vermittlung seines Bruders Franz Sigismund eine Domherrenpräbende in Freising, die er jedoch erst 1777 persönlich antrat. Fürstbischof Ludwig Joseph von Welden ernannte ihn noch im gleichen Jahr zum Wirklichen Geistlichen Rat, ab 1778 übernahm er zusätzlich die Pfarrstelle von Wambach. Bischof Welden hatte 1776 bei der Wallfahrtskirche Maria Dorfen ein Priesterseminar eingerichtet, zu dessen Regens er Lehrbach am 17. November 1779 bestimmte. Gleichzeitig wurde er Pfarrvikar von Oberdorfen mit der Filiale Dorfen.
Am 8. April 1780 übernahm Damian Hugo Philipp von Lehrbach die Pfarrstelle zu St. Jodok in Landshut. Kurfürst Karl Theodor ernannte ihn am 10. April des Jahres zum geistlichen Geheimrat und nahm ihn am 8. Dezember als Ritter in den St. Georgsorden auf. Bei der Ordensversammlung am 23. April 1782 hielt Lehrbach die auch im Druck erschienene Festpredigt, in Anwesenheit von Papst Pius VI., der gerade als Gast in München weilte. Auf dessen Vermittlung erhielt er 1789 ein Kanonikat am Stift Ellwangen, das er aber erst 1792 antrat. 1787 avancierte er zum Komtur und Dekan des St. Georgsordens, 1789 auch zum Ordenspropst und übernahm die damit verbundene Propstei St. Wolfgang am Burgholz. In dieser Stellung folgte er Graf Joseph Ferdinand Guidobald von Spaur nach, der 1789 zum Münchner Hofbischof aufstieg. Als Propst von St. Wolfgang war Damian Hugo Philipp von Lehrbach infuliert, das heißt, er hatte ehrenhalber das Recht, Mitra und Krummstab zu tragen. Diese sind auch auf den erhaltenen Porträts dargestellt. Zeitgleich wurde er Vizepräsident der geistlichen Regierung des Hochstiftes Freising und Stiftspropst von St. Zeno zu Isen, verzichtete aber im Gegenzug auf seine Landshuter Pfarrstelle. Am 10. September 1790 erhob ihn Kurfürst Karl Theodor, in seiner Eigenschaft als Reichsvikar, mit allen Familienangehörigen in den Reichsgrafenstand.

### Nach der Säkularisation

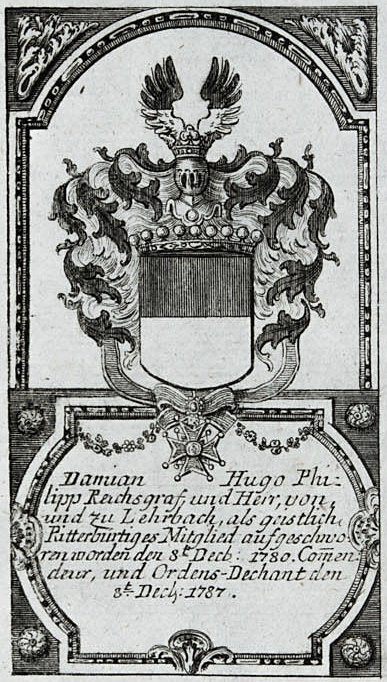
Wappen-Exlibris

Durch die Säkularisation verlor Graf von Lehrbach 1803 seine geistlichen Ämter in Bayern, ebenso das Kanonikat in Ellwangen. Er siedelte zunächst nach Mainz über, wo er den Lercherhof besaß. In der Folge veräußerte er seine Familiengüter in Deidesheim, hauptsächlich den Ketschauer Hof mit 500 Morgen Weinbergen in den besten Lagen von Deidesheim, Niederkirchen, Ruppertsberg und Meckenheim, sowie weitere 14 Einzelanwesen und 37 Morgen Land in dieser Region. Lehrbach hatte bis zu diesem Zeitpunkt als größter Weinbergbesitzer Deidesheims gegolten.
Damian Hugo Philipp von Lehrbach ließ sich 1811 als Pensionär dauerhaft in Speyer nieder, wo er eine bescheidene Wohnung im Kloster St. Magdalena bezog. Hier lebte er zurückgezogen und betreute nebenbei die Dominikanerinnen in geistlichen Angelegenheiten. Von seinem Zimmer ließ er ein Fenster in den Chor der Kirche brechen, so dass er stets auf den Hochaltar bzw. Tabernakel sehen konnte. Eine zeitgenössische Klosterchronik bezeichnet ihn als „großes Beispiel der Frömmigkeit“. Die Klosterkirche St. Magdalena war damals das Hauptgotteshaus der Stadt, da sich der Dom in einem ruinösen Zustand befand. Das Bistum Speyer und einen eigenen Bischof gab es nicht mehr, Speyer gehörte in dieser Zeit zum französischen Großbistum Mainz.
Schon 1810 hatte Graf von Lehrbach auf eigene Kosten die Dächer der Seitenschiffe des Speyerer Domes ausbessern lassen, damit es wenigstens nicht hineinregnete. 1812 verfasste er sein Testament, wobei er den Großteil seines Vermögens der Kirche vermachte, und zwar je zur Hälfte für den Speyerer Dom sowie für das Priesterseminar Mainz. Am 30. September 1814 feierte er am Hochaltar der Jesuitenkirche Heidelberg, dort wo er 1764 auch sein erstes Messopfer dargebracht hatte, das 50-jährige Priesterjubiläum. Der Prälat starb im November 1815 und wurde auf dem damaligen Klosterfriedhof bei St. Magdalena beigesetzt, der aufgrund staatlicher Anordnung später eingeebnet werden musste. Das Grab ist daher nicht mehr existent.

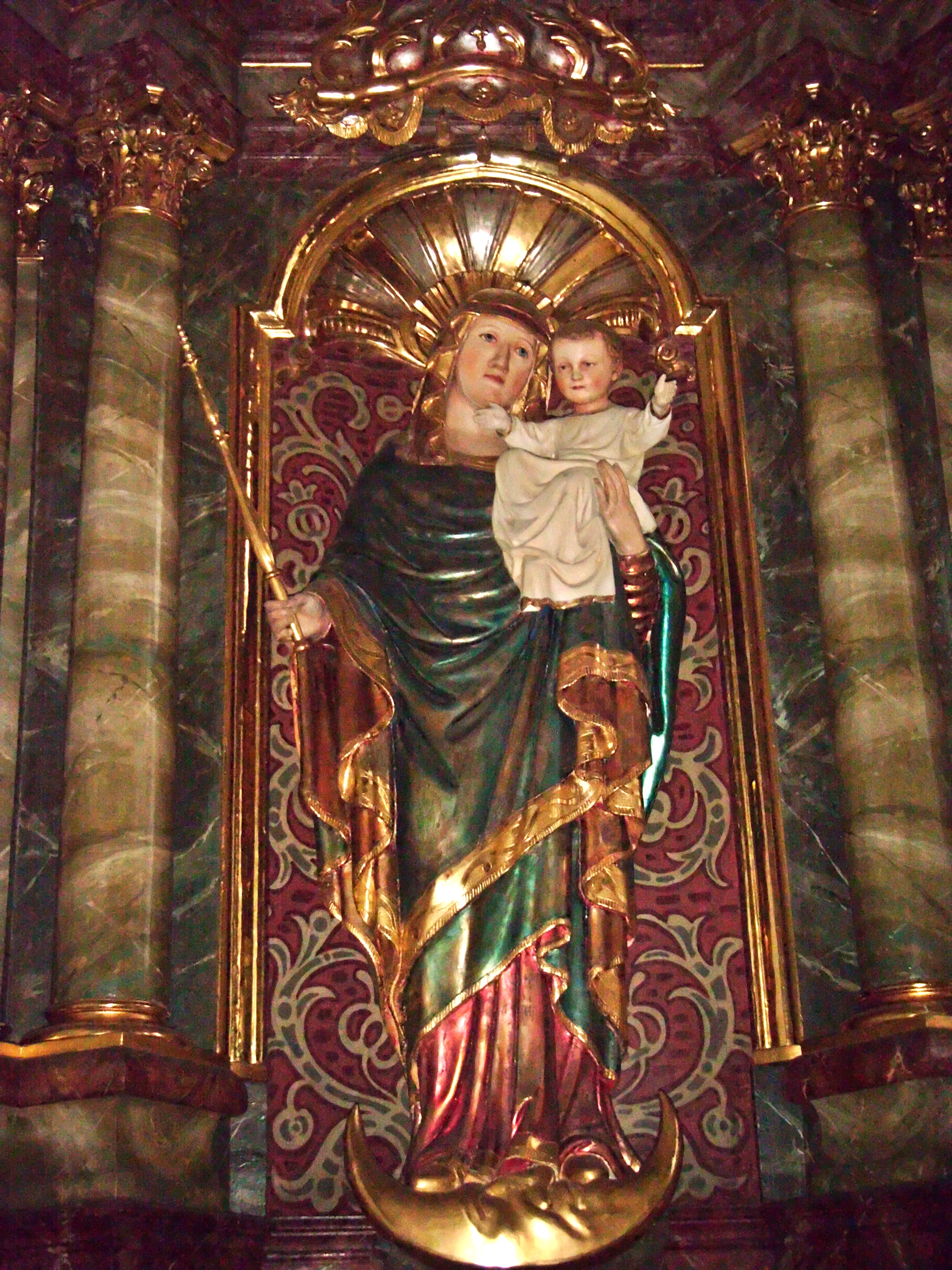
Kopie des alten Speyerer Gnadenbildes, seit 1810 in der Klosterkirche St. Magdalena. Ihm vererbte Graf Lehrbach sein Gold und Silber.

Das testamentarisch hinterlassene Geld kam 1819 zur Auszahlung. Zugunsten des Domes bzw. der dortigen zukünftigen Seelsorge (dies war speziell im Testament gefordert) ergaben sich knapp 150.000 Gulden. Die gleiche Summe sollte das Priesterseminar Mainz erhalten, was jedoch die bayerische Regierung untersagte, da kurz zuvor das Bistum Speyer neu gegründet worden war und somit auch hier die Einrichtung eines Priesterseminars nötig wurde. Nach längerem Rechtsstreit kam es zu einem Vergleich, wobei das Mainzer Seminar 1844 den Betrag von 60.000 Gulden erhielt, während 90.000 Gulden an das Speyerer Seminar flossen.
Überdies hinterließ Damian Hugo Philipp von Lehrbach dem Speyerer Dom einen kostbaren Messkelch, reich besetzt mit Edelsteinen, der laut testamentarischer Verfügung nur dem jeweiligen Bischof zur Verfügung stehen soll und nie veräußert werden darf. Er ist der wertvollste Kelch des Domschatzes und wird als sogenannter „Lehrbach-Kelch“ bezeichnet. Auch den Schwestern von St. Magdalena vermachte er zum Dank für ihre Pflege einen schönen Messkelch in gotischen Formen. Seine Büchersammlung schenkte der Graf ebenfalls der Speyerer Kirche und sie kam um 1980 als geschlossener Bestand von über tausend Titeln des 17. bis 19. Jahrhunderts aus dem Bischöflichen Ordinariat an die Diözesanbibliothek Speyer. Je 1000 Gulden stiftete Graf Lehrbach auch den Bürgerspitalen Bruchsal und Speyer. Sein goldenes Pektoralkreuz, zwei Goldketten, ein goldener Stockknopf, ein Brillantring und alles sonst noch vorhandene Gold und Silber vermachte er der heute noch in St. Magdalena befindlichen Kopie des 1794 verbrannten Speyerer Gnadenbildes. Die Pretiosen sollten veräußert, das Geld angelegt und von den Zinsen stets weiße Wachskerzen zum ehrenden Brennen vor der Marienfigur gekauft werden.
Man widmete Damian Hugo Philipp von Lehrbach 1878 eine Gedenktafel in der Afra-Kapelle des Speyerer Domes. 1915, zum 100. Todestag, hielt Domkapitular Joseph Schwind einen Festvortrag über ihn, der im Druck erschien. 2015, anlässlich des 200. Todestages, fand im Priesterseminar Speyer ein Festgottesdienst und ein Festakt mit Vortrag statt, woran Bischof Karl-Heinz Wiesemann teilnahm. Es erschien außerdem eine Festschrift mit dem Bild Lehrbachs auf der Umschlagseite.

## Literatur

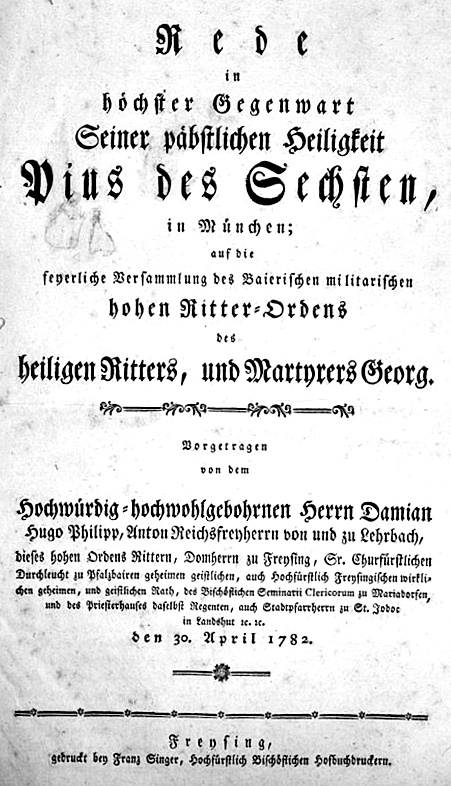
Titelblatt der 1782, in Anwesenheit von Papst Pius VI. gehaltenen Predigt